# Acraea ledouxi
Acraea ledouxi är en fjärilsart som beskrevs av Felix Bryk 1928. Acraea ledouxi ingår i släktet Acraea och familjen praktfjärilar. Inga underarter finns listade i Catalogue of Life.